# Poikelmus (sjö i Multia, Mellersta Finland)
Poikelmus är en sjö i kommunen Multia i landskapet Mellersta Finland i Finland. Sjön ligger 198,1 meter över havet. Den är 9,1 meter djup. Arean är 52 hektar och strandlinjen är 5,49 kilometer lång. Sjön  ingår i Kymmene älvs huvudavrinningsområde.   Den ligger omkring 44 kilometer nordväst om Jyväskylä och omkring 260 kilometer norr om Helsingfors. 
I sjön finns ön Sikosaaret. 